# Termas del Ágora administrativa
Las Termas del Ágora administrativa es el nombre utilizado por la arqueología  para unas antiguas termas romanas de la ciudad de Éfeso en Asia Menor, en la actual Turquía. Sus ruinas forman parte del yacimiento arqueológico de Éfeso, declarado Patrimonio de la Humanidad por la Unesco.

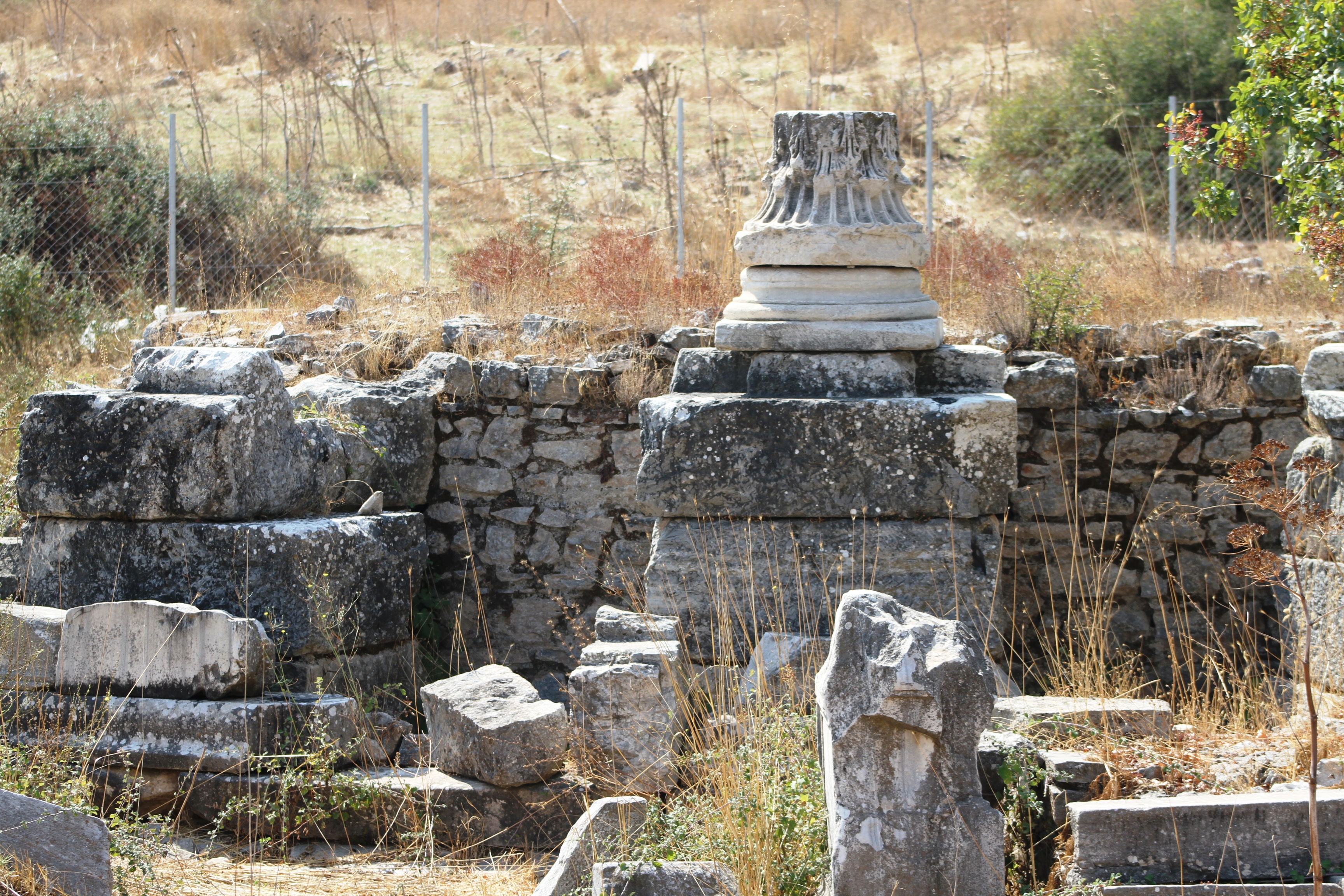
Ruinas de los termas del ágora administrativa.

## Historia
Se construyeron durante el Imperio romano en el siglo II d. C. El edificio fue anteriormente  malinterpretado como las Termas de Varo, que, sin embargo, a la luz de la investigación moderna, era el mismo edificio que las Termas de Varo y estaba situado en la calle Curetes. Por lo tanto, el edificio todavía aparece en varias obras y señalizaciones más antiguas.

## Características
Se encontraban en la esquina noreste del Ágora, al este de la Basílica-estoa. En muchos aspectos se asemejan a las Termas de Faustina de Mileto. El caldarium de la parte occidental del edificio, con siete piscinas calientes en cavidades, está especialmente bien conservado. En el lado norte, el edificio se excavó parcialmente en la ladera rocosa de la colina. En los lados sur y oeste de los termas había salas con suelos decorados con mosaicos que datan del 400 d. C.  Las termas estaban probablemente asociadas a una palestra. También había un gimnasio cerca.